# Psihodelik
Psihodelici (od grčkih riječi ψυχή (psychê) - um i δηλος (dêlos) - otkriti) su vrsta halucinogenih tvari. To su psihoaktivne tvari koje imaju sposobnost "otkriti skrivene, ali stvarne aspekte čovjekovog uma". Tipičan primjer je LSD ("trip"), jedna od najjačih halucinogenih droga. Psihodelici utječu na živčani sustav na vrlo specifičan način mijenjajući doživljaj realnosti, iskrivljujući percepciju, stvaranje iluzija, vizije svijeta u blještavilu i sjaju. Prostor i vrijeme, taktilni i slušni osjećaji su poremećeni, ljudski um doživljava potpuno novi svijet sličan snu, um oslobađa potpuno nova osjetila. Sve to može se svrstati kao duševni poremećaj prolaznog ali vrlo svjesno proživljenog. Sve navedeno može biti prožeto strahom, tjeskobom, otvorenom podsvijesti ali i zastrašujućim štoviše i stravičnim doživljajima. 
Psihodelici ("klasični" halucinogeni) su:
- - Derivati feniletilamina
    - MDMA
    - MDA
    - Meskalin

  - Derivati triptamina
    - DMT
    - LSD
    - Psilocibin
    - Ibogain

  - THC (Kanabis)

## Shema djelovanja
Sljedeći Vennov dijagram pokušaj je organizacije i pružanja osnovnog prikaza najčešćih psihofarmaka u preklapajućim grupama i podgrupama bazirano na farmakološkoj klasifikaciji mehanizama djelovanja.
Predmeti u svakoj od podgrupa su približno bliski onima sa sličnim djelovanjem, te također prate ukupni smještaj sukladno legendi ispod dijagrama. Primarna preklapanja prikazana su mješanjem boja.

### Legenda
- Plavo: Jačina djelovanja stimulansa raste prema gore lijevo.
- Crveno: Jačina djelovanja depresora raste prema dolje desno.
- Zeleno: Psihodelično djelovanje halucinogena raste prema lijevo, a disocijativno prema desno. Predvidljivost učinka pada prema dolje desno, a potentnost se smanjuje prema dnu.
- Blijedoružičasto: Takozvani "antipsihotici". Novi kontroverzni dodatak grafikonu.

#### Podsekcije
- Bijelo: Preklapanje svih tri glavnih sekcija (Stimulansi, Depresori i Halucinogeni) — Primjer: kanabis ima efekte iz sva tri odjeljka.
- Magenta (purpurno): Preklapanje Stimulansa (Plavo) i Depresora (Crveno) — Primjer: nikotin ima učinke oba.
- Cijan (svjetlo plavo): Preklapanje stimulansa (Plavo) i psihodelika (Zeleno) — Glavni psihodelici imaju i stimulirajući učinak.
- Žuto : Preklapanje Depresora (Crveno) i disocijativa (Zeleno) — Glavni disocijativi imaju depresivni učinak.